# Preppy

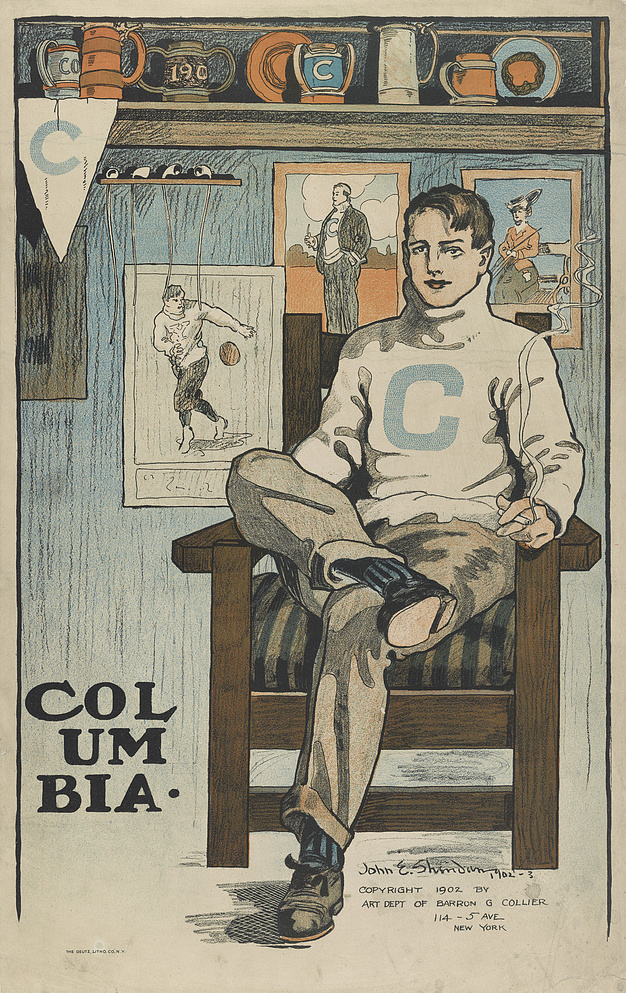
Áp phích minh họa phong cách Preppy trên trang bìa tờ The Saturday Evening Post.

Preppy, preppie hay prep là một tiểu văn hóa ở Mỹ có liên hệ tới cựu sinh viên thuộc tầng lớp thượng lưu của các trường dự bị đại học tư thục ở Đông Bắc Hoa Kỳ.

## Định nghĩa
Thuật ngữ preppy là từ viết tắt của preparatory, tức là dự bị. Nó đại diện một số thanh thiếu niên thuộc tầng lớp thượng lưu và trung lưu Mỹ theo học ở các trường nội trú tư thục, vì theo truyền thống, mục tiêu chính khi theo học trường dự bị là nhập học vào một trong những tổ chức này.

## Lịch sử

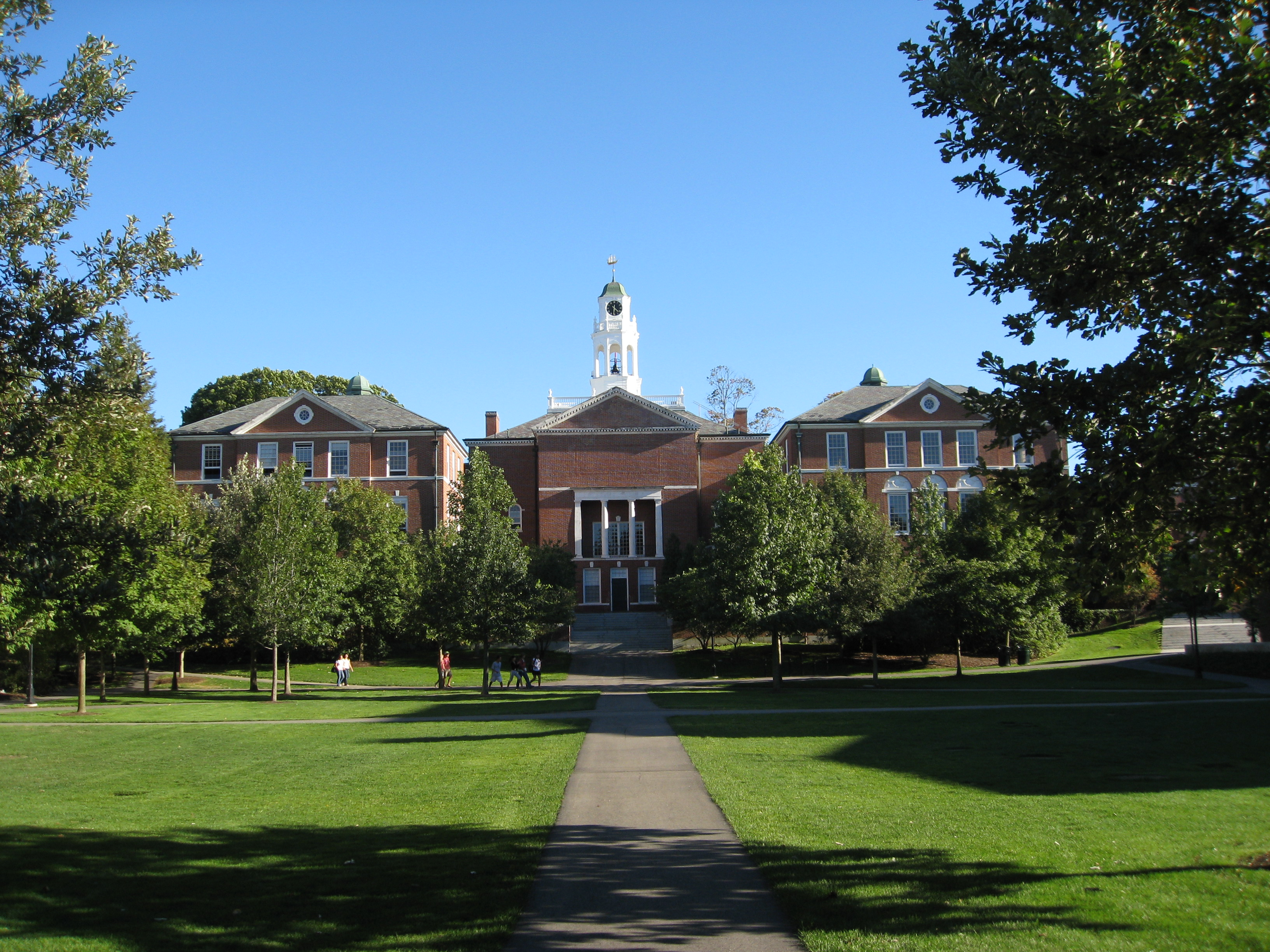
Học viện Phillips Exeter ở New Hampshire là một trong những trường dự bị tư thục lâu đời và uy tín nhất ở Hoa Kỳ.

Văn hóa Preppy hình thành ở Hoa Kỳ bắt nguồn từ những năm cuối thế kỷ 19. Trong bối cảnh cuộc Cách mạng công nghiệp và sự bùng nổ kinh tế sau đó, các gia đình thế hệ của những người theo đạo Tin lành người Mỹ da trắng gốc Anh (gọi là WASP) ở vùng Đông Bắc đang tìm cách phân biệt sự giàu có "Tiền cũ" của họ với làn sóng gia tăng của các gia đình giàu có mới nổi. Trong một nỗ lực để cô lập mình khỏi những người mà họ cho là kém cỏi, những gia đình đặc quyền này đã thành lập các trường dự bị tư thục, ưu tú cho con cái họ.
Các trường nội trú mới này có nét tương đồng với hệ thống trường dự bị ở Vương quốc Anh, nó phản ánh cách thức mà các WASP ở vùng Đông Bắc, đôi khi bắt chước các tiêu chuẩn của giới thượng lưu Anh. Sự gia tăng của các trường nội trú dự bị trên khắp vùng Đông Bắc đã mang lại cho WASP phiên bản riêng của tầng lớp quý tộc coi trọng tài sản thừa kế, họ hàng, di sản và "tiền cũ" hơn tất cả những thứ khác. Những trường học này không chỉ được thiết kế để cung cấp cho thanh thiếu niên của các gia đình thuộc WASP một nền giáo dục chất lượng cao, mà khía cạnh trung tâm của các trường dự bị là biệt riêng và che chở chúng khỏi những ảnh hưởng tiêu cực của các tầng lớp khác.

## Phong cách
Preppy thực sự bắt đầu như một phong cách vào khoảng năm 1910-1912 trước khi trở nên phổ biến với tên gọi Phong cách Ivy (Ivy Style) vào giữa những năm 1940.
Ban đầu, phong cách được phát triển trong các khuôn viên trường đại học phía Đông Bắc, nơi các thương hiệu thời trang cao cấp như J. Press và Brooks Brothers mở cửa hàng và bắt đầu nhắm mục tiêu đến sinh viên. Những thương hiệu này được biết đến là đắt tiền hơn, và do đó, các cửa hàng của họ thường được các thành viên thuộc tầng lớp thượng lưu và trung lưu thường xuyên lui tới nhất. Theo thời gian, sinh viên tại các trường dự bị và các trường đại học thuộc Ivy League đã phát triển gu thời trang cho riêng mình, sau này được gọi là "phong cách preppy". Ý thức phong cách này nảy sinh từ ý thức cộng đồng chung giữa những người sinh viên, tất cả đều xuất thân từ gia đình giàu có và địa vị xã hội giống nhau. Hơn nữa, phong cách preppy cho phép học sinh phân biệt rõ hơn mình với các tầng lớp thấp hơn.
Sự phổ biến của trang phục thể thao xung quanh các trường đại học bắt đầu phát triển trong những năm sau Thế chiến thứ nhất. Trong thời gian này, học sinh đã phát triển một phong cách kết hợp quần áo thể thao với kiểu dáng sang trọng, truyền thống được nhiều học sinh WASP ưa chuộng.

### Thời trang
Trong văn hóa và nguyên tắc trang phục phương Tây, phong cách preppy được xếp vào loại trang phục xã giao, nó đặc trưng bởi sự pha trộn giữa trang phục trong kinh doanh và trang phục giản dị với ngụ ý sự gọn gàng, sang trọng và tiện lợi.
Thời trang preppy gắn liền với phong cách ăn mặc và quần áo cổ điển và bảo thủ với các thương hiệu quần áo như: Izod, Lacoste, Brooks Brothers và Polo Ralph Lauren. Trong suốt những năm 1980 và 1990, thời trang preppy nổi bật với rất nhiều màu phấn, áo len cổ lọ dành cho các cô gái, đôi tất cao đến đầu gối đôi khi bị tụt xuống hoặc gấp lại ở phần trên cùng với váy và đầm dài trên đầu gối và áo thun polo có in logo từ các nhà thiết kế. Năm 1985, Tommy Hilfiger thành lập thương hiệu Tommy Hilfiger và bắt đầu tạo ra các bộ sưu tập preppy.
Một số mặt hàng quần áo cụ thể đặc trưng cho phong cách preppy bao gồm: áo khoác dạ, áo thun polo, áo phông và sơ mi flannel kẻ sọc, quần chinos, giày lười và giày đế xuồng. Quần áo preppy từ lâu đã được đặc trưng bởi màu phấn và các màu cơ bản mạnh (sự pha trộn giữa màu đỏ, màu cá hồi và màu hồng đặc trưng). Nhìn chung, nó được cho là có nét tương đồng với màu hàng hải (màu xanh nước biển), có lẽ là để công nhận nguồn gốc xuất phát từ Bờ biển phía Đông của Hoa Kỳ.

### Lối sống

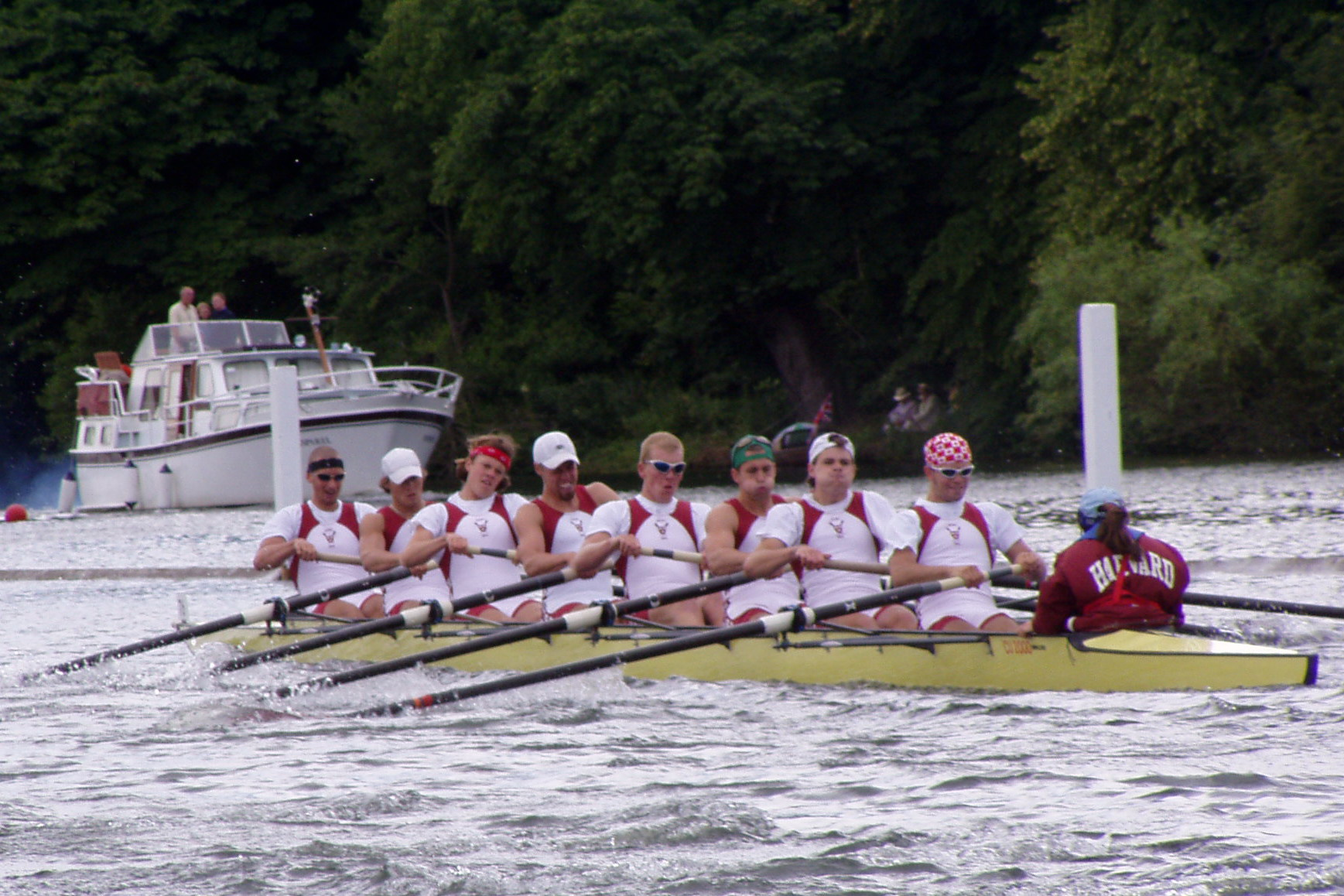
Chèo thuyền là một hoạt động giải trí cổ điển trong nền văn hóa preppy

Ngoài ra, preppy còn được biết đến là nơi có lối sống và các giá trị đặc biệt. Về mặt lịch sử, lối sống preppy điển hình phản ánh những hoạt động giải trí truyền thống của tầng lớp thượng lưu, từng gắn liền với những gia đình người Anh giàu có từng có vị trí chính trị và xã hội vững chắc ở vùng Đông Bắc và New England ở Hoa Kỳ, đặc biệt là trong các môn thể thao như polo hoặc chèo thuyền, săn bắn, đấu kiếm, chơi gôn, quần vợt, bóng bầu dục, bóng quần và bơi lội.
Preppy vẫn tiếp tục ảnh hưởng ngay cả sau khi một người tốt nghiệp từ các trường dự bị và đại học ưu tú. Các mạng lưới được thiết lập trong thời gian đi học của một người sẽ trả lợi nhuận tốt cho tuổi trưởng thành, vì vậy, những người trưởng thành này thường sử dụng những mối liên hệ quen biết để tìm những công việc được đánh giá cao, và được trả lương cao.
Những người trưởng thành đóng một vai trò quan trọng trong việc tạo điều kiện thuận lợi cho việc tái tạo văn hóa preppy thông qua con cái của họ. Những đứa trẻ này sau đó được thấm nhuần lối sống preppy và các giá trị preppy từ khi còn nhỏ tuổi và sau đó chúng được ghi danh vào các trường dự bị ưu tú, nơi vòng tuần hoàn này vẫn được tiếp tục.

## Truyền thống và hiện đại
Ngày nay, văn hóa preppy đã được thay đổi một cách phổ biến. Sự thay đổi này chủ yếu thông qua các phương tiện truyền thông, điều này đã phá vỡ một số khuôn mẫu cũ trước đó bởi những người theo Chủ nghĩa bảo thủ truyền thống đặt ra, chẳng hạn như về trình độ giáo dục tốt, mối quan hệ xã hội tốt và kinh tế cao.
Cuốn sách Sổ tay Preppy Chính thức của tác giả Lisa Birnbach, viết năm 1908 để mô tả sự mỉa mai cuộc sống giàu có của những sinh viên đại học nghệ thuật tự do thuộc tầng lớp ưu tú trong xã hội. Birnbach khiến cho bất kỳ ai cũng có thể tiếp cận được văn hóa preppy - trái ngược với niềm tin phổ biến rằng một người có thể trở thành một "preppy" thông qua phong cách sống, nó chiếm ưu thế hơn một thứ mà ai cũng có thể trau dồi.

## Văn hóa đại chúng

### Những người đáng chú ý
- John F. Kennedy[21]
- Steve McQueen[22]

### Phim ảnh
- Love Story (phim 1970): Cốt truyện phát triển xung quanh mối quan hệ giữa những sinh viên tại Đại học Harvard là Oliver Barrett IV và Jennifer Cavilleri, Jennifer là người xuất thân từ tầng lớp lao động. Trong một đoạn đối thoại trong phim, cô gái trẻ này đã gọi Oliver là "preppy", qua đó nhấn mạnh địa vị đặc quyền của nhân vật trong xã hội.[23]
- The Graduate: Phim kể về một sinh viên trở về nhà sau khi tốt nghiệp đại học ở tuổi 21 với các chi tiết trên trang phục mang phong cách preppy.[24]